# ヤンネ・ラハテラ
ヤンネ・ラハテラ（Janne Lahtela、1974年2月28日 - ）は、フィンランドのケミヤルヴィ出身の元モーグルスキーヤーである。現在は日本のモーグルのナチョナルチームチーフコーチをしている。

## 人物
ワールドカップ、世界選手権、オリンピックのモーグル3大大会を全て制した数少ない選手の1人である。ワールドカップを3度制し、男子シングルモーグルの最年長優勝記録保持者（2010年現在）であり、男子モーグルの最年長総合優勝記録保持者（2010年現在）でもある。その滑りは「世界一のカービングターン」といわれ、モーグルスキーヤーのお手本とされている。また、教え子である上村愛子も女子では飛び抜けてカービングターンが上手いと評される。同じモーグルスキーヤーで長野オリンピックにて銅メダルを獲得したサミ・ムストネンとは従兄弟である。

## 経歴
1990年4月のユース世界選手権で優勝し、ユース世界選手権の優勝者に与えられる出場権で同年12月にフランスのティーニュにてワールドカップへ初出場した。初出場のワールドカップは49位と下位に沈んだが、1991年のユース世界選手権では3位と再び好成績を収めた。1991-1992シーズンからはフィンランドのナショナルチームの一員としてワールドカップへ本格的に参戦する。最高で5位と表彰台に肉迫するが、安定した成績は残せずに総合15位におわる。また、オリンピック代表にも選ばれて同シーズンに行なわれたアルベールビルオリンピックに出場した。18位に終わったが、フィンランド勢では最高の順位だった。
1992-1993シーズンは最高4位とひとつ最高順位を上げるが、下位に終わる事も多く、前年同様に不安定な成績で総合20位に終わる。同シーズン中に行なわれた世界選手権にも出場し、11位とフィンランド勢の中ではトップの成績を納めた。
1993-1994シーズンは一桁順位が9位一度きりと低迷するが、2月のリレハンメルオリンピックに出場してフィンランド勢最高の9位と健闘している。さらに3月のユース世界選手権では2度目の優勝を手にした。
1994-1995シーズンの第1戦以降、しばらく戦線を離れるが、1996-1997シーズンにワールドカップ復帰を果たす。同シーズンはシングル、デュアル双方で一桁の順位を残したものの、全体としては不安定な成績に終わる。
1997-1998シーズンも序盤は不安定な成績に低迷していたが、長野オリンピックで銀メダルを獲得し、ワールドカップでも表彰台に登った。
1998-1999シーズンは前シーズン終盤の勢いそのままに躍進する。第3戦でワールドカップ初優勝を果たすと、続く第4戦、第5戦と3連勝を挙げて総合優勝を果たす。フィンランド人としてはマルティ・ケロクンプ以来、12年ぶりであった。また、デュアルでも表彰台に登るなど好成績を収めて総合3位になっている。同シーズン後に行なわれた世界選手権ではワールドカップの成績から本命の1人とみなされ、期待通りシングルで優勝、デュアルで2位と両方で好成績を収めた。世界選手権の優勝はフィンランド人初である。
ディフェンディングチャンピオンとして戦うことになった1999-2000シーズンは初戦からシングル、デュアル共に2位と好スタートを切ると、2戦目から立て続けに優勝して、シングル7戦中5勝を挙げてモーグル史上初の満点で連覇を決めた。さらに、デュアルでも4戦中2勝、2位1回でデュアル初の総合優勝を手にして、シングルとデュアルの2冠に輝いた。また、オーバーオールの総合優勝も獲得している。史上2人目の3連覇の懸かった2000-2001シーズンは初戦から優勝して最高のスタートを切るが、2月のシングル第6戦の前に行なわれたデュアルで負傷し、第6戦を欠場。出場するだけで優勝の可能性もあった第7戦（最終戦）も後輩のミッコ・ロンカイネンに託す形で欠場して、ミッコ・ロンカイネンの優勝により最終的には総合2位に終わった。
2001-2002シーズンは怪我からの復帰を果たし、優勝するなど上位をキープした。同シーズンに行なわれたソルトレイクシティオリンピックでは4度目のオリンピック出場にして遂に金メダルを獲得し、フィンランド人初の栄冠に輝いた。オリンピック後は少し成績を落してワールドカップは総合4位に終わった。
2002-2003シーズンはシングル、デュアルの両方では1位、2位、3位をそれぞれ1度ずつ獲得するが、シングルでは10戦中で表彰台が3度という結果であり、総合9位と順位を落した。しかし、デュアルでは3戦中で表彰台が3度という好成績でデュアル2度目の総合優勝を手にした。同シーズン中の世界選手権ではシングルは9位と振るわず、デュアルは4位に終わった。
2003-2004シーズンは3Dエアを解禁とする大幅なルール改正が行なわれたが、これを機会にエアの改良に着手して、それまで得意だったアップライト系のエアから回転系の3Dエアに変えた。エアの変更が功を奏して初戦から連勝するなど好成績を連発してシングルとデュアル合計で14戦で5勝、2位3回、3位1回と表彰台に計9回も上がり、2位に200ポイント近い大差をつけて、3年ぶり3度目の総合優勝を手にした。また、初戦の優勝は29歳と9ヶ月でエリック・バートンの29歳と2ヶ月を上回り、男子シングルモーグルの最年長優勝記録を更新した。さらに、シーズン中に30歳になっており、30歳での総合優勝はナノ・ポーチェの27歳での総合優勝を上回り、男子モーグルの最年長総合優勝記録も更新した。
2004-2005シーズンは初戦こそ優勝して30歳と9ヶ月で男子シングルモーグルの最年長優勝記録をさらに更新するものの、全体としては不安定な成績となり、総合8位と順位を落とした。同シーズンに地元フィンランドのルカで行なわれた世界選手権でも8位と表彰台に登る事は叶わなかった。2005-2006シーズンはトリノオリンピックに集中する為にワールドカップは数戦のみの出場であったが、3度表彰台に登っている。再度の金メダル獲得を目指して望んだオリンピックではあるが、16位という結果に終わった。同シーズン終了後に引退した。
引退後、2006年7月から日本のモーグルのナショナルチームのコーチに就任した。上村らの指導に当たり、教え子となった上村はターン技術が飛躍的に向上して日本人初のワールドカップ総合優勝と世界選手権の優勝を手にした。

## 主な成績

### ユース世界選手権
- 1987年フィンランド大会 11位
- 1990年フィンランド大会 優勝
- 1991年フランス大会 3位
- 1994年フィンランド大会 優勝

### ワールドカップ

#### 戦績表
| シーズン  | シングル | シングル | シングル | シングル | シングル | シングル | デュアル | デュアル | デュアル | デュアル | デュアル | デュアル | シングル デュアル 統合成績 | オーバーオール 総合成績 |
| シーズン  | 大会数   | 出場数   | 1位      | 2位      | 3位      | 総合成績 | 大会数   | 出場数   | 1位      | 2位      | 3位      | 総合成績 | シングル デュアル 統合成績 | オーバーオール 総合成績 |
| --------- | -------- | -------- | -------- | -------- | -------- | -------- | -------- | -------- | -------- | -------- | -------- | -------- | -------------------------- | ----------------------- |
| 1990-1991 | 11戦     | 1戦      | 最高49位 | 最高49位 | 最高49位 |          |          |          |          |          |          |          | -                          |                         |
| 1991-1992 | 11戦     | 8戦      | 最高5位  | 最高5位  | 最高5位  | 15位     |          |          |          |          |          |          | -                          | 48位                    |
| 1992-1993 | 12戦     | 9戦      | 最高4位  | 最高4位  | 最高4位  | 20位     |          |          |          |          |          |          | -                          | 59位                    |
| 1993-1994 | 11戦     | 6戦      | 最高9位  | 最高9位  | 最高9位  | 33位     |          |          |          |          |          |          | -                          | 80位                    |
| 1994-1995 | 10戦     | 1戦      | 最高15位 | 最高15位 | 最高15位 | 42位     |          |          |          |          |          |          | -                          | 106位                   |
| 1996-1997 | 7戦      | 5戦      | 最高8位  | 最高8位  | 最高8位  | 27位     | 6戦      | 6戦      | 最高5位  | 最高5位  | 最高5位  | 12位     | -                          | 72位                    |
| 1997-1998 | 8戦      | 6戦      |          |          | 1回      | 16位     | 5戦      | 4戦      | 最高9位  | 最高9位  | 最高9位  | 19位     | -                          | 50位                    |
| 1998-1999 | 5戦      | 5戦      | 2回      |          | 1回      | 優勝     | 3戦      | 3戦      |          |          | 1回      | 3位      | -                          | 3位                     |
| 1999-2000 | 7戦      | 7戦      | 5回      | 1回      | 1回      | 優勝     | 4戦      | 4戦      | 2回      | 1回      |          | 優勝     | -                          | 優勝                    |
| 2000-2001 | 7戦      | 5戦      | 3回      |          |          | 2位      | 1戦      | 1戦      | 最高4位  | 最高4位  | 最高4位  | -        | -                          | 4位                     |
| 2001-2002 | 9戦      | 9戦      | 1回      | 1回      |          | 4位      | 3戦      | 2戦      |          | 1回      |          | 6位      | -                          | 3位                     |
| 2002-2003 | 10戦     | 9戦      | 1回      | 1回      | 1回      | 9位      | 3戦      | 3戦      | 1回      | 1回      | 1回      | 優勝     | -                          |                         |
| 2003-2004 | 11戦     | 11戦     | 4回      | 3回      | 1回      | -        | 3戦      | 3戦      | 1回      |          |          | -        | 優勝                       | 4位                     |
| 2004-2005 | 8戦      | 6戦      | 1回      |          |          | -        | 3戦      | 2戦      |          |          | 1回      | -        | 8位                        | 29位                    |
| 2005-2006 | 11戦     | 4戦      |          | 1回      | 2回      | 16位     |          |          |          |          |          |          | -                          | 47位                    |
| 通算成績  | -        | 91戦     | 18回     | 7回      | 7回      | -        | -        | 28戦     | 4回      | 3回      | 3回      | -        | -                          | -                       |

#### 優勝歴
- 1998-1999シーズン　
  - シングル:第3戦ブラッコム（アメリカ）優勝、第4戦猪苗代（日本）優勝、第5戦斑尾高原（日本）優勝
- 1999-2000シーズン　
  - シングル:第2戦ディアバレー（アメリカ）優勝、第3戦モントランブラン（カナダ）優勝、第4戦ヘブンリー（アメリカ）優勝、第6戦猪苗代（日本）優勝、第7戦リヴィーニョ（イタリア）優勝
  - デュアル:第2戦ブラッコム（アメリカ）優勝、第4戦リヴィーニョ（イタリア）優勝
- 2000-2001シーズン
  - シングル:第1戦ティーニュ（フランス）優勝、第3戦モントランブラン（カナダ）優勝、第5戦猪苗代（日本）優勝
- 2001-2002シーズン
  - シングル:第3戦オーベルストドルフ（ドイツ）優勝
- 2002-2003シーズン
  - シングル:第10戦ボス（ノルウェー）優勝
  - デュアル:第1戦ファーニー（カナダ）優勝
- 2003-2004シーズン
  - シングル:第1戦ルカ（フィンランド）優勝、第2戦マドンナ・ディ・カンピーリオ（イタリア）優勝、第5戦レークプラシッド（アメリカ）優勝、第11戦サウゼ・ドゥルクス（イタリア）優勝
  - デュアル:第2戦ディアバレー（アメリカ）優勝
- 2004-2005シーズン
  - シングル:第1戦ティーニュ（フランス）優勝

### 世界選手権
- 1993年アルテンマークト大会 11位
- 1997年飯綱高原大会 22位
- 1999年マイリンゲン大会
  - シングル 優勝
  - デュアル 2位
- 2001年ウィスラー大会
  - シングル 15位
  - デュアル 5位
- 2003年ディアバレー大会
  - シングル 9位
  - デュアル 4位
- 2005年ルカ大会
  - シングル 8位

### オリンピック
- 1992年アルベールビルオリンピック 18位
- 1994年リレハンメルオリンピック 9位
- 1998年長野オリンピック 2位
- 2002年ソルトレイクシティオリンピック 優勝
- 2006年トリノオリンピック 16位